# Francesco Varalda
Francesco Varalda (Pertengo, 10 maggio 1895 – Torino, 4 novembre 1968) è stato un calciatore italiano, di ruolo mediano.
Era noto come Varalda I per distinguerlo dall'omonimo compagno di squadra Rinaldo (Varalda II).

## Carriera
Fece il suo esordio con la Juventus contro il Piemonte il 3 novembre 1912 in una sconfitta per 2-1 dove segnò il suo primo e unico gol.
Giocò anche, per un breve periodo, con l'Alessandria: non conta presenze in gare ufficiali, avendo disputato solamente gare amichevoli di preparazione al campionato 1913-1914.

## Statistiche

### Presenze e reti nei club
| Stagione        | Club            | Campionato      | Campionato | Campionato |
| Stagione        | Club            | Comp            | Pres       | Reti       |
| --------------- | --------------- | --------------- | ---------- | ---------- |
| 1912-1913       | Juventus        | Prima categoria | 7          | 1          |
| 1913-1914       | Juventus        | Prima categoria | 2          | 0          |
| 1914-1915       | Juventus        | Prima categoria | 8          | 0          |
| 1919-1920       | Juventus        | Prima categoria | 5          | 0          |
| 1920-1921       | Juventus        | Prima categoria | 3          | 0          |
| Totale Juventus | Totale Juventus |                 | 25         | 1          |
| Totale carriera | Totale carriera |                 | 25         | 1          |